# Anemone pseudoaltaica
Anemone pseudoaltaica là một loài thực vật có hoa trong họ Mao lương. Loài này được H.Hara mô tả khoa học đầu tiên năm 1939.

## Hình ảnh

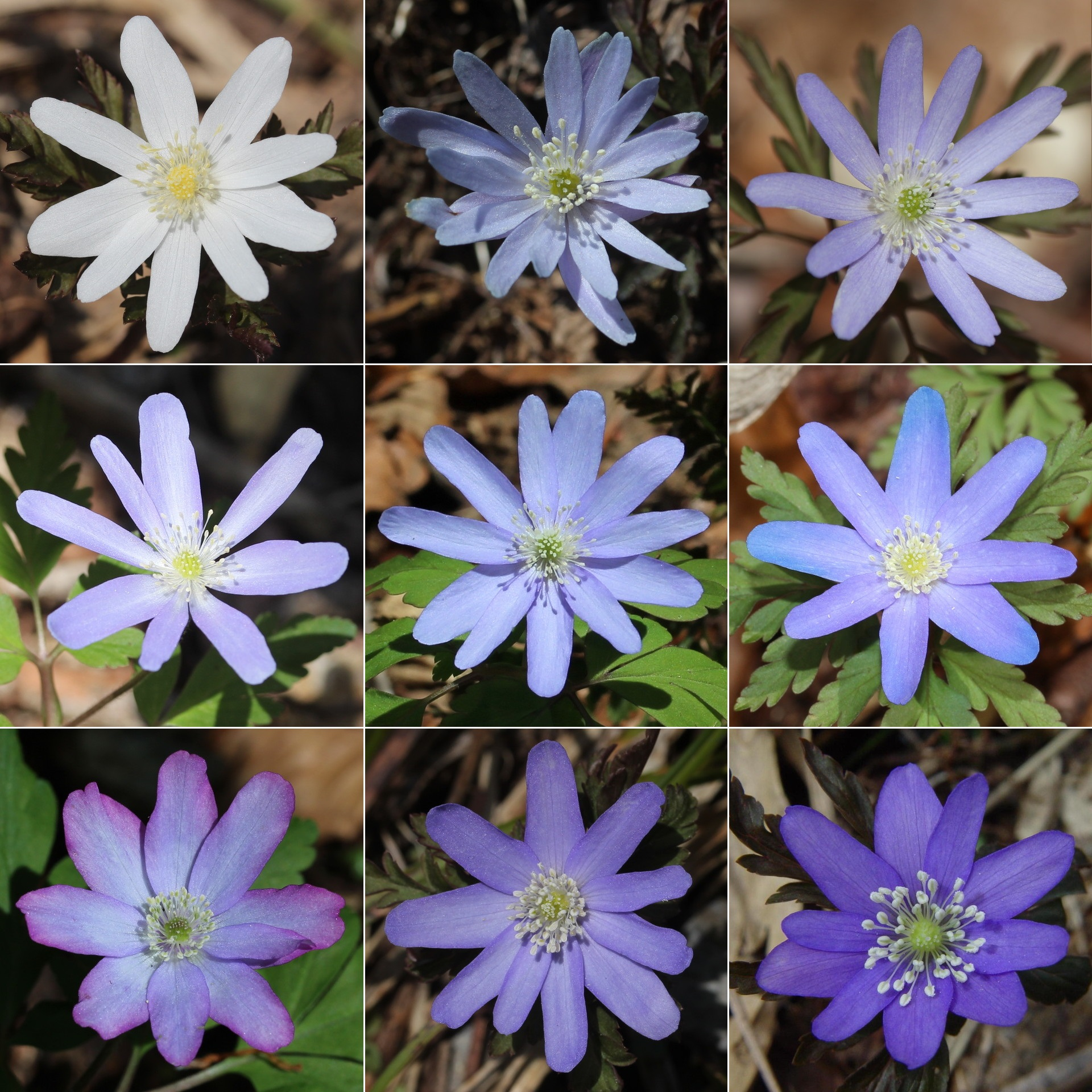
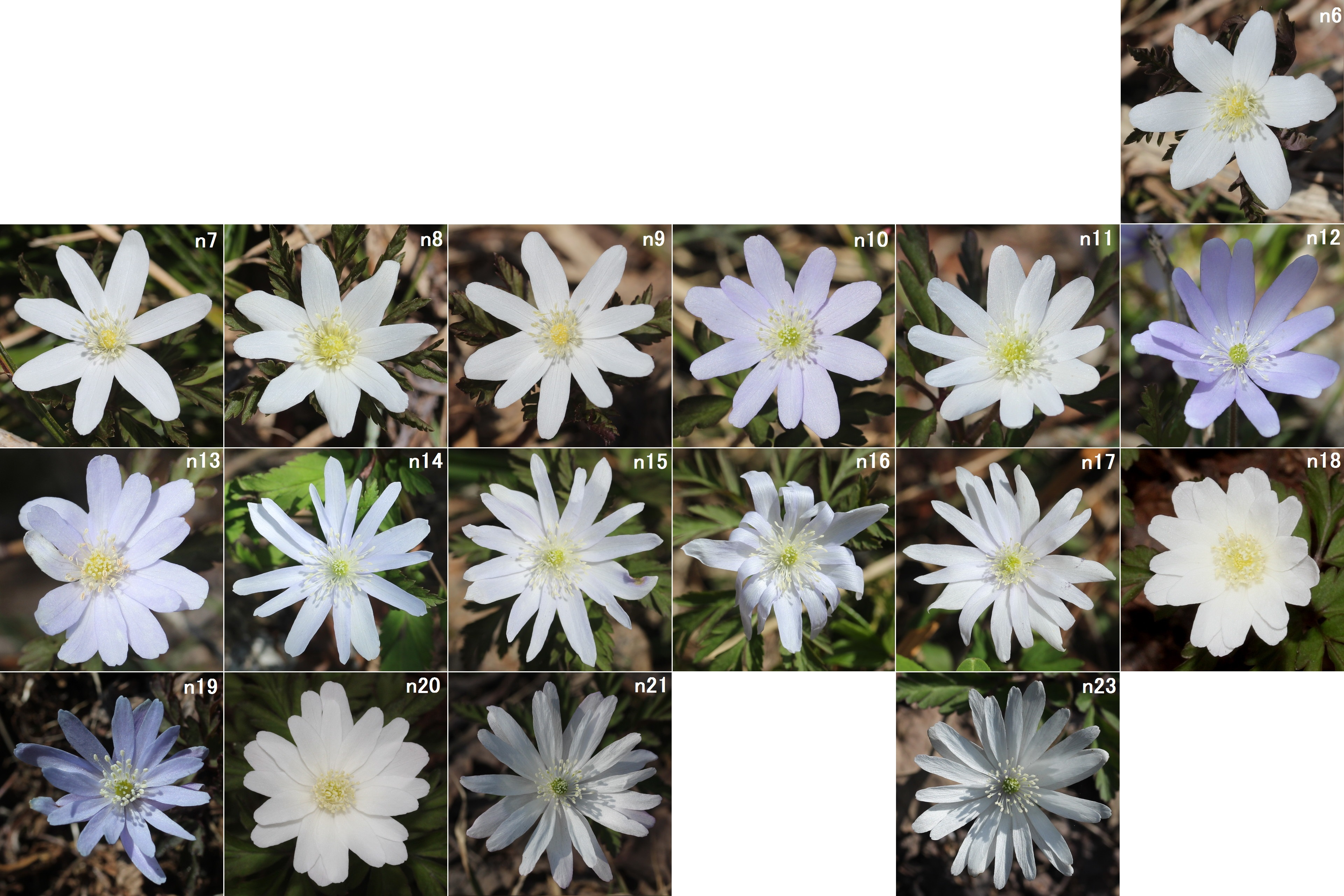
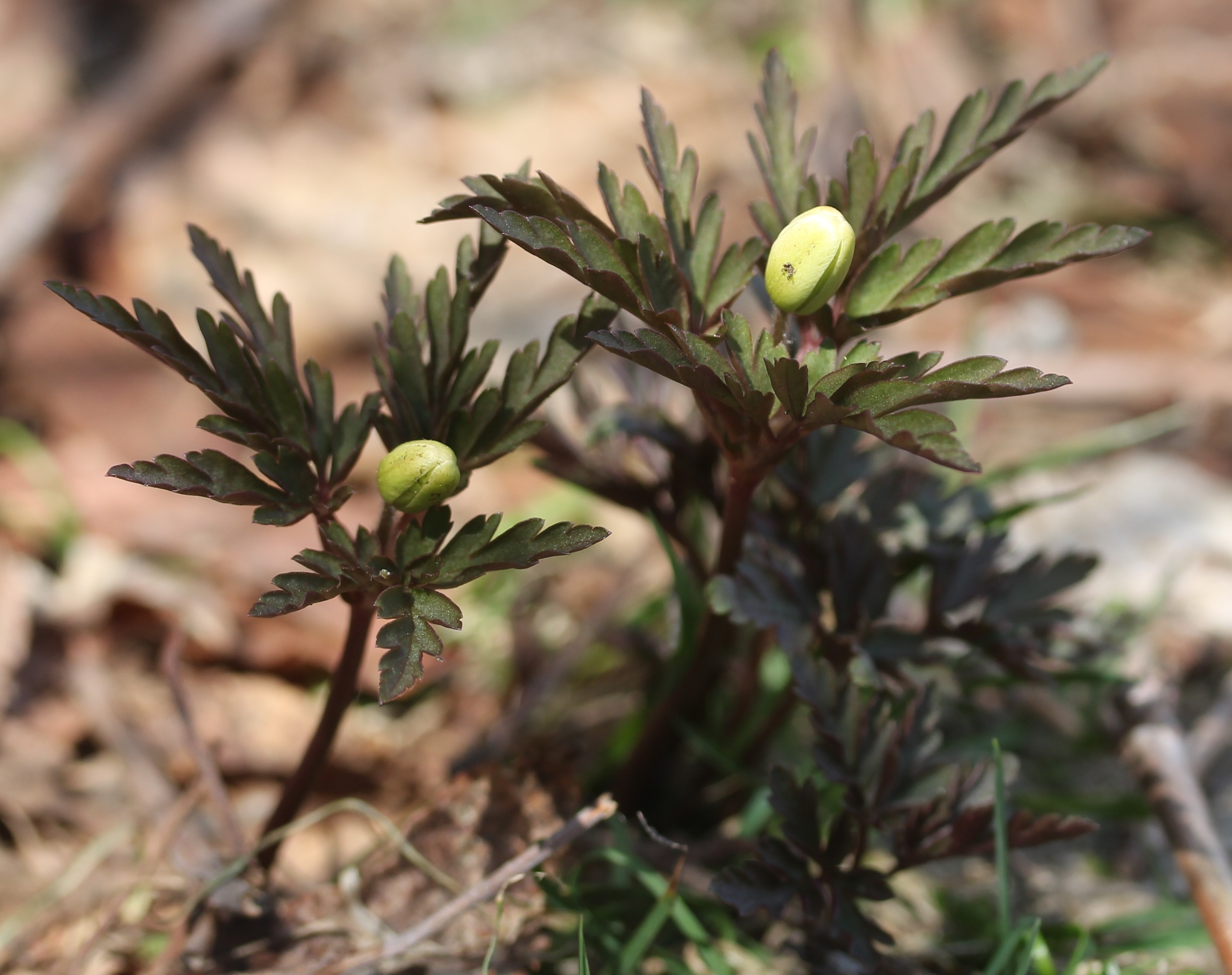
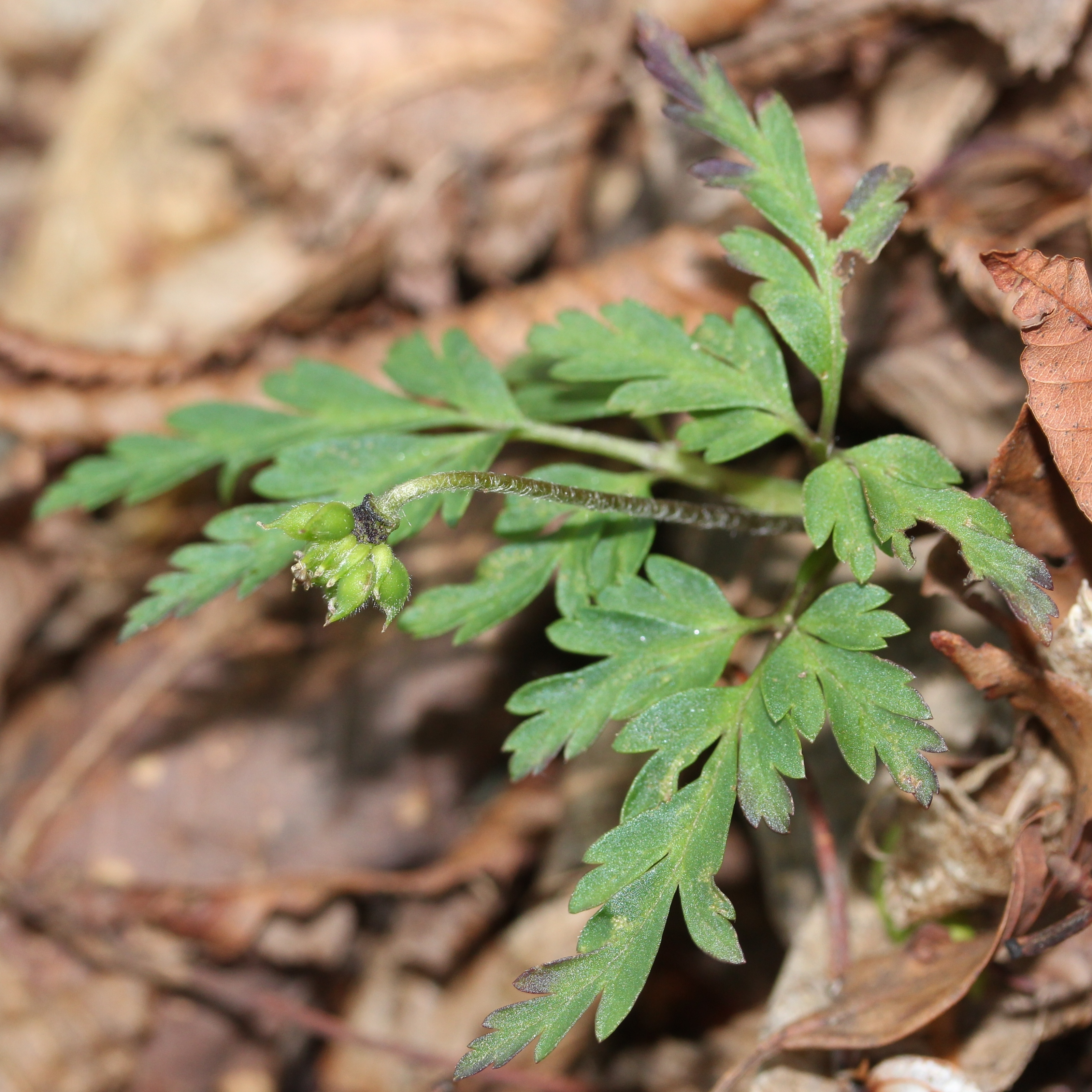